# Wilfred Benítez
Wilfred Benítez (ur. 12 września 1958 w Bronx w Nowym Jorku) – portorykański bokser, zawodowy mistrz świata trzech kategorii.
Wilfred Benítez był bokserem, który umiejętnie łączył agresywny styl boksowania z umiejętnościami obrony. Swój pierwszy tytuł zawodowego mistrza świata zdobył w wieku 17 lat, co jest do tej pory rekordem.
Rozpoczął karierę boksera zawodowego w 1973, w wieku 15 lat. 6 marca 1976 w San Juan zmierzył się z obrońcą tytułu mistrza świata federacji WBA w wadze junior półśredniej Antonio Cervantesem z Kolumbii. Cervantes miał wówczas 30 lat i był mistrzem świata od 1972. Benítez pokonał go niejednogłośnie na punkty i zdobył swój pierwszy tytuł. W jego obronie zwyciężył 31 maja 1976 Emiliano Villę na punkty i Tony’ego Petronellego 16 października tego roku przez techniczny nokaut w 3. rundzie; obie walki odbyły się w San Juan.
W 1977 WBA pozbawiła Beníteza tytułu za odmowę rewanżu z Cervantesem. 3 sierpnia tego roku w Nowym Jorku Benítez pokonał Raya Chaveza Guerrero przez TKO w 15. rundzie w obronie tytułu mistrza świata wagi junior półśredniej uznawanego przez NYSAC. Po tej walce przeszedł do wagi półśredniej.
18 listopada 1977 w Nowym Jorku pokonał niejednogłośnie przyszłego mistrza świata Bruce’a Curry’ego, mimo że trzy razy był powalony na deski. W rewanżu 4 lutego 1978 pokonał Curry’ego dwa do remisu.
14 stycznia 1979 w San Juan Benítez zdobył pas mistrza świata wagi półśredniej federacji WBC po niejednogłośnej wygranej na punkty z dotychczasowym czempionem Carlosem Palomino z Meksyku. Obronił ten tytuł wygrywając na punkty z Haroldem Westonem (z którym zremisował w 1977) 25 marca 1979 w San Juan. W następnej walce  spotkał się 30 listopada tego roku w Caesars Palace w Las Vegas z Sugar Rayem Leonardem. Leonard wygrał przez techniczny nokaut w 15. rundzie i zdobył tytuł mistrza świata. Była to pierwsza porażka Beníteza.
Benítez zmienił kategorię na junior średnią i 23 maja 1981 w Las Vegas (również w Caesars Palace) został w niej mistrzem świata WBC, wygrywając przez techniczny nokaut w 12. rundzie z obrońcą tytułu Maurice’em Hope’em. 11 listopada tego roku w las Vegas obronił mistrzostwo po wygranej na punkty z przyszłym mistrzem świata Carlosem Santosem. Był to pierwszy w historii pojedynek o tytuł zawodowego mistrza świata w boksie stoczony pomiędzy dwoma Portorykańczykami. W kolejnej walce o tytuł 30 stycznia 1982 w Caesars Palace pokonał byłego mistrza świata kategorii lekkiej i półśredniej Roberto Durána. 3 grudnia tego roku w Nowym Orleanie uległ niejednogłośnie Thomasowi Hearnsowi i utracił pas mistrza świata.
Walczył do 1986, ale jego zdrowie zaczęło szwankować. 14 lipca 1984 w Monte Carlo inny były mistrz świata wagi junior średniej Davey Moore wygrał z nim przez TKO w 2. rundzie. W 1990 Benítez powrócił na ring, stoczył cztery walki (2 wygrane i 2 przegrane) i ostatecznie zakończył karierę.
Został wybrany w 1996 do Międzynarodowej Bokserskiej Galerii Sławy.
Od lat cierpi na zaawansowaną encefalopatię bokserską. Opiekował się nim matka do swej śmierci w 2008. 28 grudnia 2012 doznał udaru mózgu i był hospitalizowany.